# رینوسکوپ
رینوسکوپ یا بینی‌نگار (به انگلیسی: Rhinoscope) (یا Nasoscope)، ابزاری نازک و لوله‌مانند است که برای بررسی داخل بینی استفاده می‌شود. رینوسکوپ دارای نور و عدسی برای دیدن درون بینی است و ممکن است ابزاری برای برداشتن بافت نیز داشته باشد.
بینی‌نگاری (Rhinoscopy) با دو روش انجام می‌شود.
- بینی‌نگاری بخش جلویی با استفاده از اسپکولوم بینی
- بینی‌نگاری بخش پشتی با استفاده از رینوسکوپ آندوسکوپیک